# Bütün Kapılar Kapalıydı
Bütün Kapılar Kapalıydı (en turc, Totes les portes estaven tancades) és una pel·lícula turca del 1990 dirigida per Memduh Ün i protagonitzada per Aslı Altan i Uğur Polat.

## Argument
La pel·lícula tracta sobre l'alienació de Nil, que va passar sis anys a la presó i va ser torturat, per l'ordre posterior al cop d'estat a Turquia de 1980.

## Repartiment
- Uğur Polat - Ateş
- Ali Uyandıran - Enis
- Dilek Pakalın - Banu
- Aslı Altan - Nil
- Musa Uzunlar - Suat
- Nazan Diper - Ayten
- Metin Belgin - Vural
- Nalan Sayar - Özlem
- Sabahat Işık - la mare de Nil (veu. Güler Ökten)
- Eray Özbal - Erkan
- Tülin Erdost - Hanife
- Memduh Ün - Doktor
- Nevval Sevindi
- Memduh Ünsal - Muzaffer
- Yaşar Kutbay - Sivil polis
- Tahsin Özay - Sivil polis
- Banu Özdemir - Damla
- Ömer Doruk Kaftancı - Burak
- Emine Vilma Arapkirli - Cemile
- Nazır Ersun - Tülin
- Nihal Sarıer - Nihal

## Recompenses
- Festival Internacional de Cinema d'Ankara de 1990, Premi "2n Millor Pel·lícula", Memduh Ün
- 1990 Festival Internacional de Cinema d'Ankara, Premi al "Millor guió", Süheyla Acar Kalyoncu
- 1990 Festival Internacional de Cinema d'Ankara, Premi "Millor Fotografia", Ertunç Şenkay
- 1990 Festival Internacional de Cinema d'Ankara, Premi "Millor Muntatge", Memduh Ün
- 1990 Festival Internacional de Cinema d'Ankara, Premi "Actor prometedor", Uğur Polat
- 1990 Festival Internacional de Cinema d'Ankara, Premi "Actriu Promesa", Aslı Altan
- Festival Internacional de cinema d'Antalya de 1990, Premi al "Millor guió", Süheyla Acar Kalyoncu